# Campagna delle isole Vulcano e Ryūkyū
La campagna delle isole Vulcano e Ryūkyū avvenne verso la fine della guerra del Pacifico, nel corso del secondo conflitto mondiale. Gli Alleati occuparono i due arcipelaghi e molto cruente furono le battaglie di Iwo Jima ed Okinawa. Anche in mare vi fu un episodio spettacolare quanto cruento: l'affondamento della corazzata Yamato. Lo scontro si protrasse da marzo a giugno del 1945.

## Iwo Jima

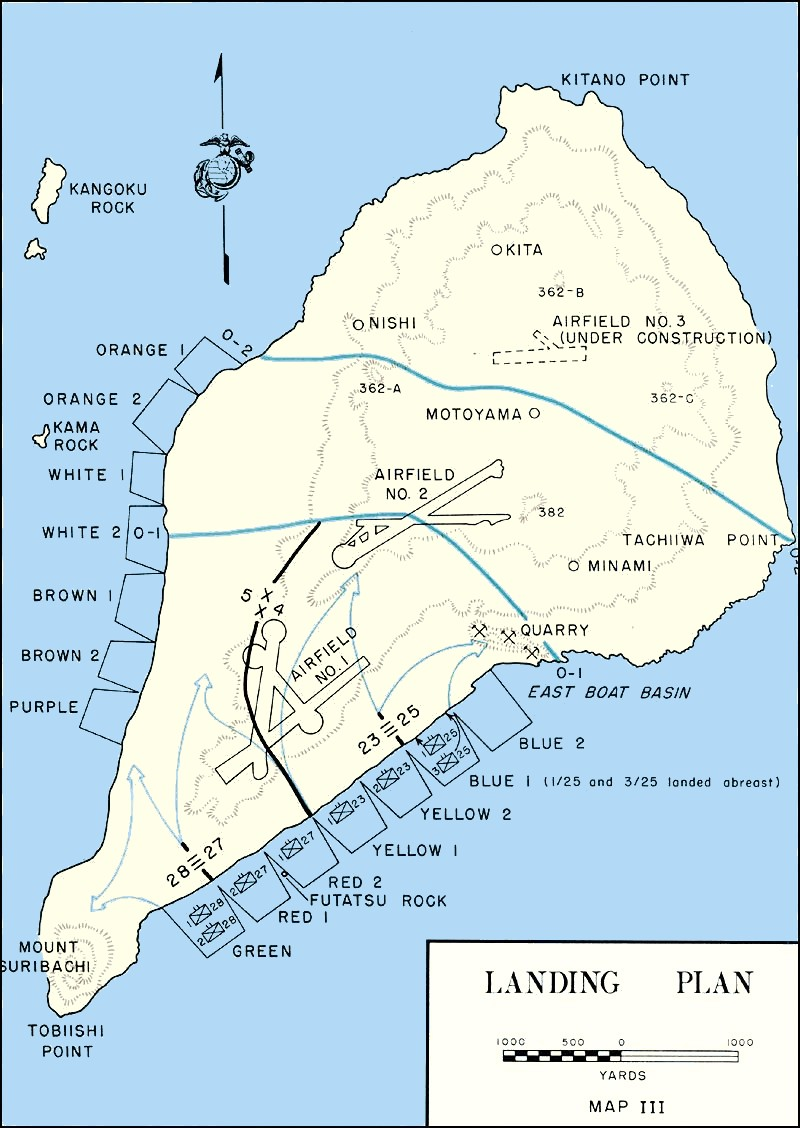
Le sette spiagge da sbarco definite dal piano operativo statunitense: da sinistra verso destra Green, Red 1, Red 2, Yellow 1, Yellow 2, Blue 1 e Blue 2. Sul lato occidentale sono visibili le zone che avrebbero dovuto essere usate per un ulteriore attacco dal mare, scartate perché il moto ondoso del mare era troppo forte

La battaglia di Iwo Jima fu una battaglia della seconda guerra mondiale che avvenne nel teatro di operazioni del Pacifico tra le forze statunitensi e quelle giapponesi.
Iniziò il 19 febbraio 1945 e terminò il 26 marzo dello stesso anno.
L'isola di Iwo Jima era, con l'isola di Okinawa, di fondamentale importanza strategica poiché da qui i bombardieri pesanti statunitensi avrebbero potuto facilmente partire per le operazioni di bombardamento del Giappone. Per questo motivo entrambe le isole erano presidiate da forti divisioni giapponesi. Il Giappone aveva inviato a difesa di Iwo Jima il generale Tadamichi Kuribayashi al comando di quelli che alla fine di varie operazioni di rinforzo erano diventati 25 000 uomini, inquadrati in una divisione e una brigata dell'esercito imperiale giapponese, coadiuvate da reparti della marina imperiale giapponese guidati dal contrammiraglio Toshinosuke Ichimaru.
Insieme a Okinawa, Iwo Jima rappresentava uno scudo avanzato per le isole metropolitane dell'Impero giapponese che potevano essere coinvolte in uno sbarco degli Alleati: le due posizioni erano perciò presidiate da guarnigioni numerose e bene armate. Anche per gli Stati Uniti Iwo Jima rivestiva notevole interesse, poiché dai tre aeroporti dell'isola sarebbero potute decollare le scorte di caccia ai bombardieri pesanti Boeing B-29 Superfortress basati nelle isole Marianne e in Cina, che dal giugno 1944 colpivano le industrie e le infrastrutture giapponesi.
I lavori di fortificazione precedenti lo sbarco avevano trasformato l'isola in una vera e propria fortezza che, nonostante i bombardamenti preliminari effettuati dall'8 dicembre 1944, oppose una strenua resistenza alle unità statunitensi sbarcate il 19 febbraio sotto lo schermo protettivo di una completa supremazia aeronavale. La feroce battaglia si concluse ufficialmente il 26 marzo 1945 con il quasi totale annientamento della guarnigione giapponese e la perdita di oltre 23 000 uomini fra morti e feriti per gli Stati Uniti (unico episodio della guerra in cui i Marine soffrirono più perdite dei giapponesi); sporadiche scaramucce con i 3 000 superstiti soldati nipponici durarono tuttavia fino a giugno.
Le truppe statunitensi, il V Corpo anfibio dei marine statunitensi al comando del generale Holland Smith, supportate da una squadra navale di oltre 900 navi comandate dall'ammiraglio Raymond Spruance, iniziarono i bombardamenti dell'isola già l'8 dicembre, ma fu solo il 19 febbraio che avvennero i primi sbarchi di marines.
In campo statunitense, dopo la grande vittoria navale presso le Marianne e la conquista delle principali posizioni giapponesi nelle Marianne meridionali, si erano sviluppate aspre discussioni tra il generale Douglas MacArthur, comandante del teatro sudoccidentale del Pacifico, e l'ammiraglio Ernest King, capo di stato maggiore della United States Navy, la marina militare statunitense: il generale insisteva per attaccare le Filippine e conquistare Formosa, usando l'isola come base per sbarcare successivamente in Giappone e portare un sostanzioso appoggio a Chiang Kai-shek. L'ammiraglio King sosteneva invece che ogni sforzo andava dirottato alla conquista di Okinawa, un punto sicuro da dove iniziare l'invasione dell'arcipelago nipponico. L'ammiraglio Chester Nimitz, comandante in capo della flotta del Pacifico, consigliò da parte sua la conquista di Iwo Jima adducendo tre ragioni:
- la conquista delle isole Ogasawara e più in particolare del gruppo delle Isole Vulcano era imperativa per agevolare e rendere più efficaci i bombardamenti del territorio metropolitano giapponese (operazione Scavanger) condotti dal XXI Comando bombardieri del generale Henry Arnold: infatti i B-29 che partivano dalle Marianne non erano scortati da caccia, in quanto nessun modello disponibile aveva un'autonomia pari a quella dei bombardieri, che dovevano così percorrere 5 560 chilometri a una quota di 8 500 metri per sfuggire alla caccia e alla contraerea giapponesi. Il volo durava sedici ore e l'elevato carico di carburante necessario significava un minore carico pagante. Inoltre, sulla rotta del ritorno, caccia giapponesi decollavano per colpire i bombardieri causando ulteriori perdite. Le estenuanti missioni provocarono presto l'affaticamento degli equipaggi[6];
- i radar posti sull'isola di Iwo Jima, la più grande del gruppo, fornivano un allarme precoce che avvisava la difesa antiaerea sul continente[6], che aveva tutto il tempo di organizzare una difesa coordinata. La conquista di Iwo Jima avrebbe eliminato tali problemi: la durata delle incursioni dei B-29 si sarebbe ridotta di quasi la metà per i reparti basati sull'isola e ogni incursione sarebbe stata accompagnata da flottiglie di caccia North American P-51 Mustang, oltre ad avere un posto sicuro dove far atterrare i velivoli danneggiati di ritorno alle basi nelle Marianne[6] (anche coi due aeroporti operativi e il terzo in costruzione non tutti gli aerei potevano trovare posto sull'isola);
- i piani della marina, che prevedevano comunque la conquista delle isole Ryūkyū per invadere il Giappone, potevano essere inficiati dalla presenza nelle Vulcano di numerose forze giapponesi che avrebbero messo in pericolo le future linee di comunicazione.

È sintomatico notare che fin dalla metà del giugno 1944, durante le operazioni nelle Marianne, diversi ufficiali statunitensi avevano caldeggiato lo sbarco sull'isola, allora dotata di scarse difese: le risorse disponibili non furono però distolte dalla campagna in corso o furono concesse al generale MacArthur, che avanzava in Nuova Guinea con obiettivo ultimo la liberazione delle Filippine. Quando a fine agosto il generale Schmidt iniziò lo studio dell'operazione, dichiarò che l'isola sarebbe stata ben difesa e la sua conquista ardua, ma il trascinarsi dei combattimenti e delle battaglie nelle Filippine, la cui invasione era iniziata il 20 ottobre, causarono un riprovevole disinteresse per l'attacco a Iwo Jima.
Il Joint Chiefs of Staff (stato maggiore congiunto) diramò a Nimitz l'ordine di occupare Iwo Jima (denominata in codice "Rockcrusher") il 3 ottobre 1944. L'ammiraglio e il suo stato maggiore (composto, tra gli altri, dagli stessi Turner, Smith e Spruanc), stabilitisi a Guam per essere più vicini al futuro teatro d'operazioni, vi si applicarono dal 7 ottobre ed elaborarono l'operazione Detachment ("distacco"), stabilita inizialmente per il 20 gennaio 1945, poi rinviata al 3 febbraio e infine al 19 febbraio. L'intera operazione era illustrata nel piano operazioni di Turner lungo 435 pagine e denominato A25-44, cui vennero aggiunte altre cinquanta pagine di correzioni. Lo scopo principale era di mantenere una costante pressione militare sul Giappone e di estendere il controllo statunitense sul Pacifico occidentale. Tre obiettivi specifici contemplati dal piano d'attacco erano la riduzione della forza aeronavale nipponica, la distruzione delle forze terrestri sulle isole Ogasawara e la presa di Iwo Jima, che doveva essere dotata di una base aerea per la scorta dei bombardieri.
La battaglia di Iwo Jima terminò il 26 marzo del 1945, anche se la completa eliminazione delle residue sacche di resistenza giapponesi richiese altri due mesi. Alla sera del 24 marzo i giapponesi presidiavano solo una ristretta zona di circa 50x50 metri che la mattina dopo venne sopraffatta; particolarmente utile era stata per i giapponesi la polvere da sparo, infume e senza lampo, che usavano normalmente per le armi leggere, perché non permetteva di stabilire da dove provenisse il tiro, tanto più se il tiratore era nascosto in grotta con una strettissima feritoia (anche soli 10°). Nonostante i tentativi di guerra psicologica e propaganda fatti anche con i pochissimi prigionieri o con nisei (americani di origine giapponese), vi fu uno scarsissimo successo, e i superstiti rimasero nascosti in attesa di una occasione utile. Kuribayashi era stato promosso generale il 17, ma non si sa se la comunicazione da Chichi Jima lo raggiunse mai; in ogni caso, un messaggio trasmesso il 21 da Iwo Jima fu "Non abbiamo mangiato né bevuto da cinque giorni. Ma il nostro spirito combattivo vola ancora alto. Combatteremo valorosamente fino alla fine." L'ultimo messaggio venne trasmesso il 24: "A tutti gli ufficiali e soldati di Chichi Jima, addio."
Nella notte tra il 25 e il 26 marzo, una forza di 300 giapponesi lanciò un ultimo contrattacco presso l'aeroporto n. 2. Piloti dell'esercito, genieri del 5º battaglione costruzioni (i cosiddetti “Seabees”, dalla pronuncia americana delle iniziali del battaglione: “CB”, cioè Construction Battalions) e marines combatterono fino al mattino, lasciando sul campo circa 100 uomini e subendo 200 feriti. Quasi tutti i soldati della forza giapponese caddero in combattimento, ed i genieri statunitensi vennero accreditati di 196 giapponesi uccisi, tra cui 40 ufficiali e sottufficiali anziani riconoscibili dalle katana. L'operazione fu dichiarata "completata" alle 8 del mattino del giorno successivo mentre l'isola era stata dichiarata "conquistata" già il 16 alle 6 del pomeriggio. L'isola passò a quel punto sotto il controllo del 147º reggimento fanteria dell'esercito, che si occupò del rastrellamento finale, e tra aprile e maggio totalizzò 867 giapponesi prigionieri e 1 602 uccisi.

## Okinawa
La battaglia di Okinawa fu soprannominata in inglese "tifone d'acciaio" ("Typhoon of Steel")  e tetsu no ame (鉄の雨 "pioggia d'acciaio") o tetsu no bōfū (鉄の暴風 "impetuoso vento d'acciaio") in giapponese. I soprannomi si riferiscono alla ferocia del combattimento, al volume di fuoco prodotto ed al numero di navi e veicoli corazzati alleati che assaltarono l'isola. Okinawa aveva una vasta popolazione civile, che vide soccombere almeno 150 000 persone a causa della battaglia.
Alcuni storici militari sono convinti che la battaglia di Okinawa spinse all'utilizzo della bomba atomica su Hiroshima e Nagasaki (per esempio Victor Davis Hanson, autore del libro Ripples of Battle).
Dopo lo scontro, gli americani occuparono Okinawa, ed allestirono un governo delle isole Ryukyu. Kadena rimane una delle più imponenti base aeree dell'Asia.

## Ten-Go
Un'importante azione di questa campagna avvenne lontano da Okinawa: il tentativo di attacco suicida eseguito da una forza d'urto navale (di superficie) giapponese. La corazzata Yamato ed altre unità dell'operazione Ten-Go furono quasi subito intercettate dopo aver lasciato le acque della madrepatria. Sotto l'attacco di circa 300 velivoli provenienti dalle portaerei americane, la più grossa nave da battaglia del mondo colò a picco il 7 aprile 1945, prima che potesse raggiungere Okinawa. Qui la stessa avrebbe dovuto incagliarsi e dare manforte con i suoi notevoli cannoni alle forze amiche. Insieme alla Yamato venivano affondate anche le navi della sua scorta, un incrociatore leggero e sette cacciatorpediniere, annichiliti da un diluvio di bombe e di siluri.